# Lukas Zetterberg
Lukas Zetterberg, född 27 mars 1997 i Västerås, är en svensk professionell ishockeyspelare som spelar för Pelicans i Liiga.
Han är son till den före detta professionella ishockeyspelaren Patrik Zetterberg.